# Akce T-43
Akce T-43 je pojmenování pro plánovanou perzekuci osob v komunistickém Československu probíhající od 3. října 1949, mající za úkol vyčistit velká města od reakce a internovat takto postižené osoby do táborů nucených prací (dále jen TNP). Tato akce, připravovaná pro území českých zemí (osob žijících na území Slovenska se akce netýkala), nebyla nikdy naplněna v plné podobě.

## Příprava
Akce vznikla jako reakce na průběh 9. sjezdu KSČ v květnu roku 1949, kde byli členové sjezdu vyzýváni k větší důslednosti vůči „reakci ve velkých městech“, kterou byla chápána rostoucí opoziční nálada vůči komunistické straně nejvíce se projevující právě ve velkých městech. Zároveň reagovala na nespokojenost s nízkým počtem internovaných do TNP a s tím spojený nedostatek pracovní síly v některých sektorech hospodářství (např. Uranové doly Jáchymov, Škodovy závody).
První jednání spojené s přípravou akce se odehrálo 31. května 1949 na půdě ministerstva vnitra, kde byly definovány základní prvky budoucích výběrů osob k internaci, kdy hlavní těžiště při provádění výběrů mělo spočívat na místních orgánech komunistické strany, odborů a masových organizací. V dalším jednání následujícím 7. června 1949 došlo k vyjasnění priorit z pohledu charakteristiky potenciálních internovaných, u kterých mělo být dbáno v první řadě na třídní a politické hledisko společně s pracovním postojem projednávaného jedince. Perzekuce se týkaly i rodinných příslušníků internovaných, o jejichž přesídlení mělo být podle směrnic k akci T-43 rozhodnuto přikazovací komisí po uplynutí tří týdnů od aktu přikázání osoby do TNP. 1. říjen 1949 byl ustanoven jako počáteční den celé plánované akce, která měla začít zprvu na území Prahy, než se měly 15. listopadu téhož roku rozšířit perzekuce na celé území českých zemí.
Vedením akce byla pověřena za účele akce zřízená ústřední kancelář T-43 při ministerstvu vnitra, ve které vznikaly seznamy „nepřátel“, které měly být dále posílány příslušným krajským orgánům, přezkoumávající jednotlivé osoby v nově zřizovaných krajských kancelářích T-43. Po dalším přezkoumání na úrovni okresů měla být vydána prohlášení o vydání či nevydání k internaci dotyčné osoby. Již v polovině září 1949 bylo evidováno na 76 tisíc osob v seznamech možných postižených. Během pěti let od roku 1949 do roku 1954 mělo být podle plánů postiženo až na 150 000 osob.

## Provedení akce
S dvoudenním zpožděním oproti původním plánům byla 3. října 1949 na území Prahy započata akce T-43, která začala s předváděním osob určených k odeslání do TNP. Zatímco ze strany krajského výboru KSČ v Praze panovala spokojenost s průběhem akce, v případě odezvy na úrovni okresních orgánů přezkoumávajících kandidáty k internaci nedošlo k naplnění očekávání v počtu vrácených vyplněných spisů, kdy z 16 408 odeslaných dotazníků bylo k datu 7. října vráceno pouze 5891, z nichž zůstalo po odečtení osob již nežijících a přestěhovaných pouze 2697 zpracováno, z těch pouze 1266 bylo komisí přikázáno do TNP. Situace se značně změnila po hodnocení bezpečnostního oddělení a vedoucích funkcionářů sekretariátu ÚV KSČ, kdy byl kritizován průběh akce v rámci Prahy za již zmiňované nedostatečné zpracování potenciálních perzekvovaných na úrovni okresních funkcionářů, tak i za opadnutí počátečního zájmu na účasti při provádění akce. V důsledku desetidenního hodnocení bylo nařízeno zvolnění průběhu akce a bylo doporučeno zlepšení prověřování návrhů. 3. listopadu byly podle oběžníku velitele Státní bezpečnosti J. Veselého přípravy rozšíření akce na celé území českých zemí z plánovaného 15. listopadu odloženy na neurčito.
K definitivnímu zastavení akce T-43 došlo v lednu 1950. Hlavním zdůvodněním zrušení akce byla obava z nepříznivých politických důsledků a příliš nízký zájem ze strany místních funkcionářů a činitelů. Akce se tak nikdy nerozšířila mimo území Prahy a nebyla aplikována na celém území českých zemí.

## Výsledek
Ačkoliv akce T-43 nedosáhla očekávaného výsledku a během prvních deseti dnů bylo do TNP zařazeno pouze 778 osob, došlo k vytvoření kartoték čítající až 210 000 jmen, které využívány dále jako zdroje následných perzekucí různých forem.
Společně s očekávanými perzekucemi vznikl 12. září 1949 plán k přípravě 15 TNP pro budoucí internace v rámci akce T-43 s celkovou kapacitou 7150 míst. V plánech vzniklých ke konci října 1949 se počítalo až s 19 tábory o kapacitě 8760 míst. Z těchto táborů vznikl v Čechách TNP České Budějovice I, TNP u obce Hřebeny, TNP ve Sv. Jan pod Skalou, TNP v Plzni pro Škodovy závody (zrušen 15. února 1950), dále tábory Jáchymov-Vršek a TNP Příbram-Vojna. Na Moravě a ve Slezsku pak TNP v Hodoníně u Kunštátu, TNP Jaroslavice (ženský tábor), tábor zřízený ve věznici Mírov, na Slezsku po přípravách k vytvoření TNP v Jeseníku a Lískovci nedošlo k realizaci záměrů kvůli zastavení akce.